# That's What People Do
That's What People Do è il primo album studio dei Thousand Foot Krutch, pubblicato nel 1997. È stato registrato e pubblicato autonomamente dai TFK.

## Tracce
1. Rhyme Animal – 5:09
2. Brother John – 5:48
3. Small Town – 6:53
4. Lift It – 4:28
5. Set It Off – 6:06
6. Breather – 3:31
7. Sweet Unknown – 4:25
8. Sunshyne – 3:38
9. Moment of the Day – 4:08
10. The Alternative Song – 4:30

## Formazione
- Trevor McNevan - voce, chitarra
- Christen Harvey - batteria
- Dave Smith - chitarra
- Tim Baxter - basso